# 捕獲岩

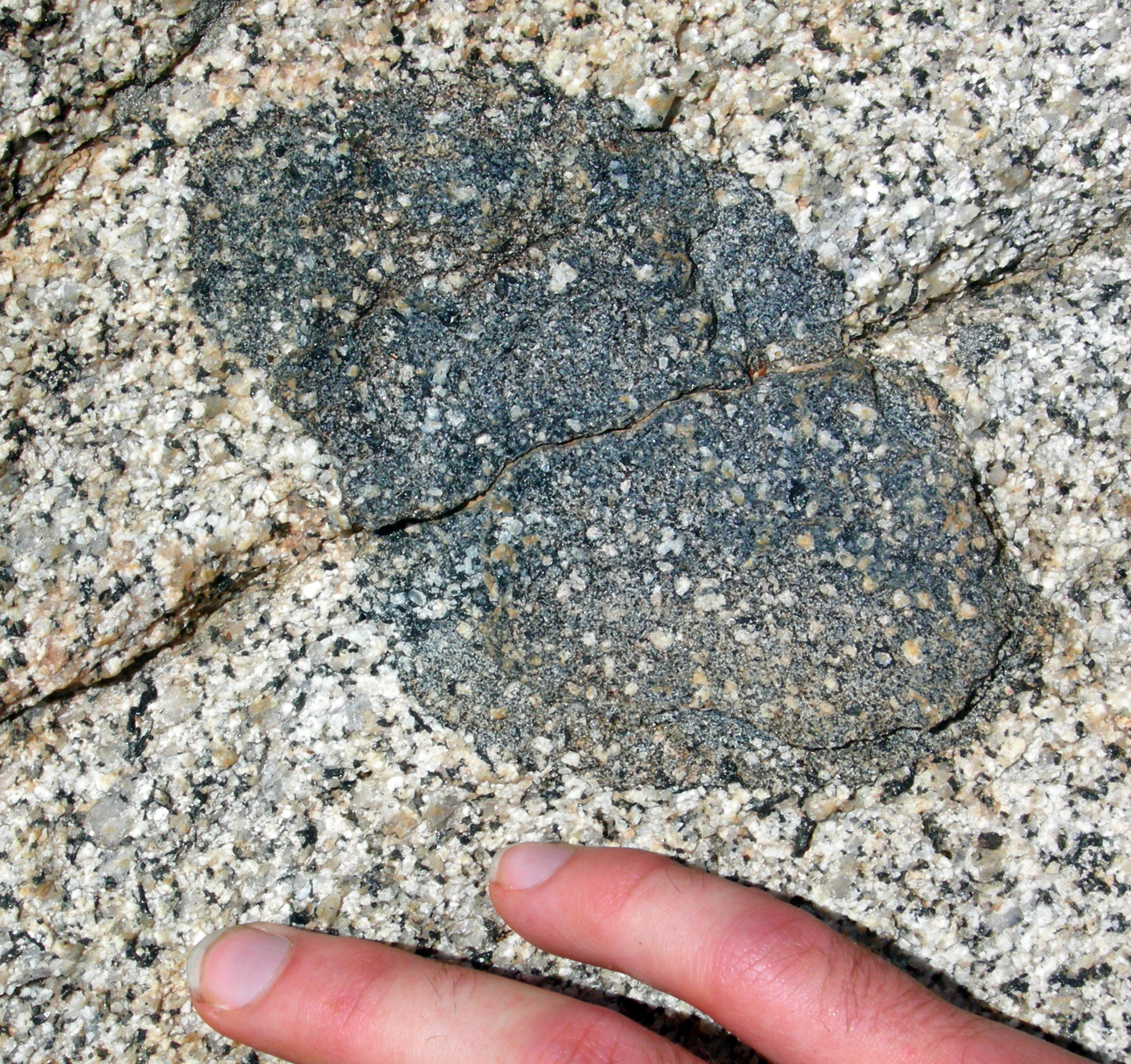
花崗岩中の斑れい岩質の捕獲岩

捕獲岩（ほかくがん、xenolith、ゼノリス）は、火成岩に含まれる異種の岩石片のこと。マグマが上昇してくる途中で周りから取り込まれたもので、マグマの熱により変成している場合が多い。